# Edmond de Goncourt
Edmond Goncourt (Nancy, 26. svibnja 1822. – Champrosay, 16. srpnja 1896.), francuski romanopisac
Tvorac je impresionističkog stila u književnosti. Djela je pisao zajedno s bratom Julesom, a za sebe su tvrdili da su osnivači naturalističke škole. Za junake romana uzimali su konkretne modele iz života, a najbolji je roman "Manette Salomon".
Poslije Julesove smrti 1870. godine, Edmond je sam napisao nekoliko romana i pred smrt 1896. godine osnovao književno udruženje koje do 1903. godine nosi ime braće Goncourt.